# Eublemma fasciola
Eublemma fasciola is een vlinder van de familie van de spinneruilen (Erebidae). De wetenschappelijke naam van deze soort is voor het eerst voorgesteld als Anthophila fasciola door Max Saalmüller in een publicatie uit 1891.
De soort komt voor op Madagaskar.